# Manhattan Shelbyville
 (novembre 2023).
Si vous disposez d'ouvrages ou d'articles de référence ou si vous connaissez des sites web de qualité traitant du thème abordé ici, merci de compléter l'article en donnant les références utiles à sa vérifiabilité et en les liant à la section « Notes et références ».
Manhattan Shelbyville est un personnage de la série d'animation américaine les Simpson apparaissant dans l'épisode [Lequel ?] (saison [Laquelle ?]. Il est parti avec Jebediah Springfield pour fonder une nouvelle ville où l'on pourrait se marier avec ses cousines. Mais devant le refus de Jebediah, Shelbyville part avec ses acolytes créer la ville de Shelbyville, voisine de Springfield, et où le mariage entre cousins est autorisé. Les deux villes ont des relations tendues depuis ce temps-là.